# Ito (Shizuoka)
Itō (Japans: 伊東市, Itō-shi) is een stad in de prefectuur Shizuoka in Japan. 

## Demografie
Op 1 februari 2009 had de stad 71.731 inwoners en een bevolkingsdichtheid van 578 inwoners per km². De totale oppervlakte van deze stad is 124,13 km².

## Geschiedenis
Aan het eind van de Edoperiode bestond het gebied van de huidige stad uit 15 gehuchten die landbouw en visserij bedreven. De gehuchten waren ingedeeld in vier dorpen (Tsushima, Itō, Komuro en Usami), die sinds 1889 binnen  het district Kamo vielen, en vanaf 1896 deel uitmaakten van het district Tagata. 
- 1 januari 1906 - Het dorp Itō wordt een gemeente
- 10 augustus 1947 - De gemeente Itō wordt samengevoegd met Komoro en vormen samen de stad Ito
- 1950 - Ito wordt uitgeroepen tot een "Internationale toerisme en cultuur stad" door de overheid
- 1 april 1955 - Tsushima en Usami worden bij de stad Itō gevoegd

## Transport

### Treinverkeer
- Ito-lijn - Station Ito, Station Usami
- Izu Kyuko-lijn

### Hoofdwegen
- Nationale autoweg 135

## Zustersteden
- - Suwa, Nagano, Japan
- - Medway, Verenigd Koninkrijk
- - Rieti, Italië